# Stelling van Bottema

De stelling van Bottema

De stelling van Bottema is een stelling uit de euclidische meetkunde vernoemd naar Oene Bottema. Bottema beschreef de stelling in de vorm van een verhaal over een verloren schat in een van zijn "Verscheidenheden" in het Nieuw Tijdschrift voor Wiskunde in 1959. Hij is echter niet de eerste auteur van de stelling.

## De stelling
Aan de zijden AC en BC van een driehoek ABC worden aan de buitenkant vierkanten vastgemaakt. Vervolgens worden de hoekpunten van de vierkanten tegenover C met elkaar verbonden door een lijnstuk. De stelling van Bottema luidt nu dat het midden van dat lijnstuk een positie heeft die onafhankelijk is van hoekpunt C. Het is namelijk het midden van het vierkant dat aan de binnenkant is vastgemaakt aan zijde AB.